# Agriculture sociale

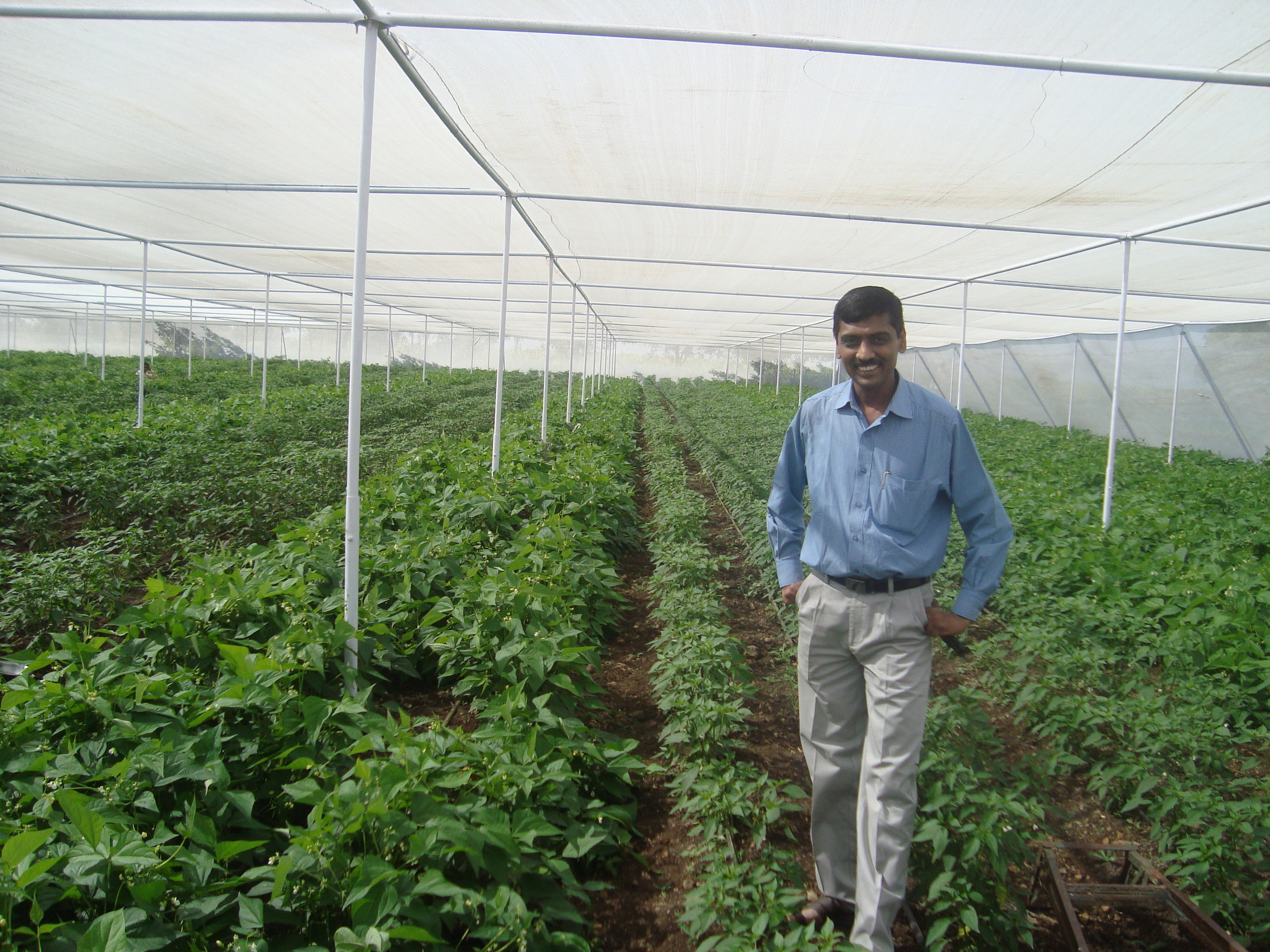
Une champ d'agriculture durable en Inde.

L'agriculture sociale est le type d'intervention qui convient à l'utilisation thérapeutique des activités présentes dans une ferme menée selon des critères de responsabilité éthique et de durabilité environnementale par les agriculteurs. Les activités, souvent manuelles, dans le domaine de l'élevage et des soins aux animaux et de l'horticulture peuvent être utiles tant dans le domaine de l'éducation que pour les personnes se trouvant dans des situations particulières de désavantage et de difficulté,.
L'agriculture sociale est une activité qui utilise les ressources de l'agriculture et de l'élevage pour promouvoir des actions thérapeutiques, de réhabilitation, d'inclusion sociale et professionnelle, de loisirs et d'éducation.
L'agriculture sociale est également définie comme l'aspect de la multifonctionnalité des entreprises agricoles, visant à développer des interventions et des services sociaux, sanitaires, éducatifs et d'insertion professionnelle, afin de faciliter un accès adéquat et uniforme aux services essentiels pour les personnes, les familles et les communautés.
L'agriculture sociale est étroitement liée aux activités agricoles visant à satisfaire des besoins tels que la réhabilitation, le rétablissement des personnes défavorisées par l'interaction avec les animaux et les plantes, le placement en entreprise et les activités éducatives. La production de produits alimentaires et de services traditionnels est donc associée à la promotion de la santé avec la réhabilitation et les soins, l'éducation, la Formation professionnelle, l'organisation de la vie de certains types d'utilisateurs, l'agrégation et la cohésion sociale envers les personnes les plus vulnérables mais aussi des possibilités d'emploi pour les personnes ayant un faible niveau de contrats. Grâce à ces services, deux secteurs caractérisés par des faiblesses historiques, comme l'agriculture et l'agriculture sociale, sont réunis pour devenir un point fort.

## Intérêts
L'agriculture sociale comprend une pluralité d'expériences qui ne peuvent être rattachées à un modèle unitaire, en ce qui concerne le type d'organisation, les activités réalisées, les bénéficiaires, les sources de financement, mais qui ont en commun la caractéristique d'intégrer dans l'activité agricole des activités à caractère socio-sanitaire, éducatif, de formation et d'insertion professionnelle, et récréatif, destinées notamment aux groupes de population défavorisés ou menacés de marginalisation.
Ces expériences sont liées à une ancienne attitude de l'agriculture - qui a toujours été caractérisée par le lien entre l'exploitation et la famille rurale et par des pratiques de solidarité et d'entraide - qui se présente aujourd'hui comme une nouvelle déclinaison du concept de multifonctionnalité, capable d'apporter des réponses à d'autres besoins de la société, notamment en raison des changements qui affectent et affecteront le système de protection sociale dans les années à venir.
La multifonctionnalité de l'agriculture est depuis longtemps un élément de référence essentiel pour l'évolution du monde agricole, largement affirmée par les législations européennes et nationales, qui reconnaissent la capacité de l'agriculture à produire non seulement des denrées alimentaires, mais aussi de nombreux autres biens et services utiles. Et ce ne sont pas seulement des biens et des services qui sont soumis à une évaluation économique - et donc essentiellement destinés à assurer une diversification des activités propres à garantir des possibilités d'intégration du revenu des agriculteurs - mais surtout des biens et services immatériels caractérisés non par une valeur marchande, mais par une utilité sociale qui apporte des réponses aux demandes croissantes des citoyens : de la protection de l'environnement et du paysage à la protection et à la préservation du territoire et des zones rurales, de l'utilisation durable des ressources naturelles à la sécurité alimentaire.
L'agriculture sociale se caractérise donc par l'expression du rôle multifonctionnel de l'agriculture dans le domaine des services à la personne, combinant la fonction productive traditionnelle avec la capacité de générer des bénéfices pour les couches vulnérables de la population, donnant naissance à des services innovants qui peuvent répondre efficacement à la crise des systèmes traditionnels d'assistance sociale et à la demande croissante de personnalisation et de qualification des services sociaux.
En ce sens, l'agriculture sociale rappellerait un nouveau modèle de bien-être qui, en réunissant deux secteurs caractérisés par des faiblesses historiques, tels que l'agriculture et l'agriculture sociale, peut réussir à devenir un point fort.
La possibilité pour l'homme de travailler en contact avec le monde végétal et animal, dans un processus de production étroitement lié au cycle de la nature, est capable de générer des effets bénéfiques sur les capacités motrices et psychiques, permettant ainsi à certains groupes de population marginalisés de se sentir utiles et de participer à la croissance économique grâce à l'activité agricole.
À cet égard, il a été souligné que toutes les thérapies vertes ne relèvent pas de l'agriculture sociale, mais des pratiques dans lesquelles l'utilisation de la nature a une signification productive, quelle que soit l'échelle, et qui sont gérées par des opérateurs du monde agricole, en collaboration avec des opérateurs sociaux et sanitaires. Dans les expériences d'agriculture sociale, l'intervention sociale est donc placée dans des situations réellement productives et organisées sous la forme d'une entreprise et donc non dans une logique de bien-être. En particulier, l'inclusion sociale des personnes défavorisées est obtenue par une intégration professionnelle dans l'activité commerciale qui vise l'autosuffisance économique de l'emploi créé, grâce à des modèles commerciaux qui permettent aux exploitations agricoles sociales d'être compétitives sur le marché.
Pour les institutions publiques, favoriser le développement d'une agriculture sociale est donc un intérêt non seulement éthique, mais aussi économique. En fait, en termes économiques, investir dans des exploitations agricoles sociales est une raison d'optimiser les coûts, car cela permet aux gens, grâce au travail, de passer du statut de cessionnaire à celui de sujet actif de la société, du statut de coût à celui de ressource.
En même temps, les pratiques agricoles sociales offrent une contribution importante au développement du territoire et des communautés rurales, car elles créent de nouvelles possibilités de revenus et d'emploi, offrent des perspectives concrètes d'inclusion sociale pour les personnes vulnérables, génèrent des services pour le bien-être des personnes et des communautés, améliorent la qualité de vie dans les zones rurales et périurbaines, créent des biens relationnels.

## Innovation et éducation
« L'agriculture est sociale parce qu'elle représente un modèle novateur de développement économique et culturel, parce qu'elle favorise l'intégration, les capacités collectives et individuelles, produit du travail et des revenus, donne du bonheur, ou du moins un sentiment d'existence. »

— R. Brioschi, l'agriculture est sociale
L'agriculture sociale est une pratique comportant de nombreux éléments d'innovation, même radicaux, qui impliquent une révision de la mission, de la vision et des attitudes de faire des affaires, d'opérer sur les marchés et d'agir sur le territoire. Indépendamment des sujets impliqués, de leur nature juridique (publique, privée, privée-sociale, sociale) et de l'originalité des parcours entrepris, il existe des traits communs dans les expériences d'agriculture sociale. En Italie, comme le rapporte la commission de l'agriculture de la Camera dei deputati, mais aussi dans toutes les expériences européennes, nous pouvons représenter l'agriculture sociale comme une forme d'économie et d'agriculture civile, à travers laquelle il est possible d'opérer dans une perspective de don, de réciprocité et d'échange au sein d'une communauté ; en outre, elle peut être définie comme une pratique de « bonne » économie et de croissance, qui permet de mettre en œuvre une « révolution copernicienne »: dans les pratiques d'intervention sociale, dans les façons de faire de l'économie et dans le développement local.
L'agriculture sociale est donc une grande possibilité durable car elle réussit à combiner le respect d'une culture saine de la terre, en en tirant le juste profit par l'intégration des personnes vivant dans des situations de difficultés, de handicap, de marginalisation ou de désavantage. Ceci est favorisé par la dimension moyenne-petite des expériences qui sont présentes dans le monde de l'agriculture sociale afin de favoriser un contact direct entre les sujets qui sont les protagonistes de ces parcours thérapeutiques et/ou inclusifs et éducatifs et les responsables des initiatives (agriculteurs, travailleurs sociaux et bénévoles).
Des domaines spécifiques d'utilisation de l'agriculture sociale ont été identifiés et sont considérés comme valables pour leur efficacité reconnue en réponse à des besoins socio-éducatifs particuliers. Les pratiques d'agriculture sociale constituent souvent des voies expérimentales et innovantes qui visent à utiliser au mieux les ressources présentes dans les contextes de production agricole pour répondre aux besoins des bénéficiaires concernés. En ce sens, elle joue un rôle de liaison entre les politiques agricoles et les politiques sociales, de justice, de santé et de formation, en construisant un rapprochement progressif entre les parties
En particulier, l'agriculture sociale répond à différentes fonctions :
- Formation et placement : expériences orientées vers l'emploi de personnes défavorisées, avec des handicaps relativement moins graves ou pour des personnes ayant un statut contractuel peu élevé[4] ;
- Réadaptation neuropsychologique : expériences destinées aux personnes handicapées (physiques, psychiques, mentales), avec un objectif socio-thérapeutique principal[4] ;
- Loisirs et qualité de vie : expériences adressées à un large éventail de personnes ayant des besoins plus ou moins spécifiques, avec un objectif socio-récréatif, y compris des formes particulières d'agrotourisme social, les expériences de jardins sociaux périurbains pour les personnes âgées[4] ;
- Éducation : actions visant à élargir les formes et les contenus de l'apprentissage pour rapprocher les jeunes ou les moins jeunes des questions environnementales[6] ;
- Services à la vie quotidienne : comme dans le cas des agri-asiles ou des services de soins de jour pour les personnes âgées[4].

## Histoire
La naissance de l'agriculture remonte à environ 10 000 ans et coïncide avec la naissance des premières communautés établies dans le monde. En premier lieu, les groupes humains se nourrissaient en se déplaçant d'un point à l'autre de la Terre, trouvant la nourriture nécessaire à leur survie grâce à la recherche de plantes et d'animaux sauvages pour en faire leur proie. Cette vie était en contraste avec les fonctions reproductives normales, surtout pour le sexe féminin. Les femmes ont alors commencé à s'installer et à remarquer la croissance et la floraison d'une plante. Le temps qui s'écoule entre le moment des semailles et celui de la récolte est suffisant pour poursuivre une grossesse. Les hommes continueront pendant quelques millénaires à chasser les animaux et à cueillir des fruits sauvages. Les premières communautés sédentaires ont donc été formées principalement par des femmes, des enfants et des personnes âgées.
L'agriculture naît donc et génère des communautés, produit des biens relationnels et pas seulement de la nourriture. L'agriculture est née comme une forme de vie collective, comme un cadre réglementaire partagé pour utiliser des ressources environnementales communes et ainsi mieux organiser les activités de soins à la communauté. La culture de la terre se présente comme une activité de service pour pouvoir habiter un territoire spécifique. En bref, l'agriculture n'existe pas sans une communauté.
Cet aspect essentiel de l'agriculture a été perdu avec la modernisation et l'industrialisation. C'est donc au cours de cette période que la dimension communautaire de la société se perd et que l'économie se « dépersonnalise ». Il faut noter que ce modèle d'industrialisation a conduit à l'abandon du développement communautaire, caractéristique inhérente à l'agriculture, réduisant tout à un fait de production et de quantité de produits.
Malgré cela, nous assistons déjà à la naissance de certaines expériences d'agriculture sociale au XIXe siècle. En fait, l'utilisation d'activités agricoles à valeur sociale est enregistrée en Allemagne avec les premières institutions sociales, fondées vers la fin de 1800 pour aider les personnes en difficulté. Plus tard, même s'il n'est pas facile de reconstituer le parcours historique précis, des initiatives de ce type sont nées en France, en Flandre, aux Pays-Bas et en Irlande. Dans ces deux derniers pays, nombre des pionniers de l'agriculture sociale étaient animés par des principes anthroposophiques et chrétiens.
Benjamin Rush (1746-1813) est considéré comme l'un des premiers médecins à avoir évoqué les effets positifs de la pratique de l'horticulture sur le bien-être des personnes souffrant de troubles mentaux. Rush, l'un des signataires de la Déclaration d'indépendance des États-Unis d'Amérique et professeur de médecine théorique à l'Université de Pennsylvanie, a publié cinq livres dans une série de recherches et d'observations médicales. Le dernier de ces livres traite des maladies mentales (année 1812).
À partir des années 1970, nous pouvons observer une nouvelle approche de l'agriculture. Dans de nombreux pays européens, l'agriculture sociale est née et s'est développée de plus en plus, reconstruisant les territoires et les communautés, expérimentant de nouveaux modèles de protection sociale, favorisant l'insertion sociale et professionnelle des personnes défavorisées dans des contextes non sociaux mais productifs et réintroduisant dans les échanges économiques l'entraide et la réciprocité des relations interpersonnelles.

## En Europe
Avec l'expression agriculture sociale, il est fait référence à un ensemble d'activités qui utilisent les ressources de l'agriculture et de l'élevage, la présence de petits groupes, familiaux ou non, qui opèrent dans les exploitations agricoles, pour promouvoir des actions thérapeutiques, la réhabilitation, la capacitation, l'inclusion sociale et professionnelle, les loisirs et les services utiles à la vie quotidienne et à l'éducation.
Il est possible de distinguer différents domaines d'activité de l'agriculture sociale : 
- Les entreprises agricoles et les structures co-thérapeutiques : il s'agit de projets en constante évolution, organisés et réglementés différemment dans l'UE dans des structures dotées de compétences sociales et de soins de santé appropriées et qui sont liés à un marché privé ou public.  Dans ces réalités, la logique de service et l'utilisation de plantes et d'animaux à des fins co-thérapeutiques (par exemple, l'hippothérapie ou d'autres thérapies animales assistées) prévalent. Cette spécialisation nécessite une validation de l'efficacité thérapeutique, une réglementation, la supervision du personnel socio-sanitaire.  Le secteur socio-sanitaire, public, privé, tiers secteur, gère ces initiatives dans ses propres structures. Il ne manque cependant pas, comme aux Pays-Bas, d'exploitations agricoles appartenant à des structures sanitaires privées, c'est-à-dire liées par une relation contractuelle avec ces dernières.  Dans le cas des handicaps mentaux et psychiatriques, il peut y avoir le soutien de maisons familiales, peut-être gérées par le tiers secteur, dans de véritables exploitations agricoles, c'est-à-dire l'offre autonome de services par des agriculteurs privés reconnus par les services publics.  Le tiers secteur, le bénévolat, le monde associatif ou l'entreprise sociale, utilisent les ressources agricoles pour la co-thérapie, l'inclusion sociale et les parcours de travail.  Ces projets trouvent un soutien économique auprès de fondations, de dons ou de politiques publiques.  En Italie, les coopératives sociales organisent des activités de co-thérapie avec des ressources vertes, sans que les processus aient une réelle signification économique et productive, mais avec le soutien de redevances de service public.  Dans certains cas, cependant, les produits acquièrent une dimension économique, qui n'est pas sans importance.  Plus récemment, en Italie, des projets s'ouvrent avec un regroupement de ressources et de compétences agricoles et sociales (psychologues, personnel médical, éducateurs).  Les exploitations agricoles peuvent mettre à disposition une partie des structures de l'entreprise pour des actions menées par du personnel qualifié, c'est-à-dire qu'elles peuvent convertir les structures et les ressources de l'entreprise dans le domaine des services à la personne[11].
- Entreprises agricoles productives d'insertion sociale et professionnelle thérapeutique : ce sont des projets réalisés par des entrepreneurs agricoles ou des sujets du tiers secteur, en accord avec le monde des services d'aide sociale.  En fonction des systèmes de protection sociale adoptés, les sujets concernés sont variés dans les différents pays de l'Union.  Le troisième secteur - la coopération sociale et volontaire - est particulièrement actif en Allemagne, en France, en Irlande, en Italie. Les projets de formation et d'insertion professionnelle s'adressent aux personnes marginalisées du monde du travail et prévoient des actions qui commencent par des contenus ayant une signification co-thérapeutique, puis qui évoluent rapidement du point de vue de la formation et de l'insertion professionnelle. Les personnes concernées (par exemple, les personnes handicapées mentales ou psychiatriques ou les personnes souffrant d'une dépendance ou condamnées à des peines de prison comme alternative à la prison, etc.), tirent différentes significations utiles du contact avec les processus agricoles.  Dans certains cas, c'est le contenu éducatif et formatif qui prévaut.  Pour les personnes en grande difficulté, la présence dans des contextes informels, plutôt qu'une réelle signification de travail, assure un espace de vie. Il est difficile de délimiter avec précision le sens thérapeutique, formateur ou inclusif pour les personnes concernées[11].
- Entreprises agricoles actives dans les services publics : entreprises offrant des services non thérapeutiques destinés à des marchés ou des quasi-marchés, publics ou privés.  Ils répondent à une demande privée en rapide évolution en modifiant les systèmes de protection sociale.  Les services ont une signification différente selon qu'ils se déroulent dans des zones périurbaines ou rurales. Dans le premier cas, elles répondent à un besoin de diversification, de flexibilité et de qualification de l'offre de services.  Dans les zones rurales, elles offrent des réponses à la pénurie de services, due à la crise des ressources publiques et au manque de cohérence des modèles basés sur l'échelle économique.  Ces projets doivent respecter des règles minimales établies par les décideurs politiques sociaux et agir de concert avec eux. Les services destinés aux enfants (agro-écoles, camps solaires ou estivaux, etc) et en faveur de la conciliation des temps de vie, réalisés dans des environnements et des espaces d'expérimentation complètement différents des espaces traditionnels, sont un exemple de cette perspective.  La didactique de l'entreprise, avec des significations pédagogiques, destinée aux mineurs d'âge scolaire, facilite la construction d'une relation saine avec l'alimentation et la nature. Fonctionnant dans des espaces ouverts et avec des actions de portée pratique, il permet d'organiser sur la ferme des services d'alternance travail-école pour les enfants ayant des difficultés d'apprentissage et d'hyperactivité.  Enfin, le placement d'enfants par des tribunaux pour enfants est également beaucoup plus répandu dans les exploitations agricoles que ce que l'on considère normalement. Les services aux personnes âgées concernent l'organisation de structures d'accueil de jour, la fourniture de services de proximité ou l'accompagnement de nuit dans certaines phases de la vie (par exemple pour surmonter les handicaps temporaires des personnes âgées seules). Ils répondent également aux personnes en situation d'urgence de logement (par exemple, utilisation d'installations agro-touristiques pour les jeunes couples, ou dans les moments de crise familiale, etc.) Tous les services sont effectués en accord avec les services responsables du territoire et coordonnés par eux. Certaines, comme dans le cas des services aux mineurs, peuvent s'adresser directement aux familles, à la suite de processus de reconnaissance par les structures publiques responsables[11].
- Entreprises publiques de formation au travail agricole : En Italie, mais aussi dans d'autres pays de l'Union Européenne, il existe des structures pénales agricoles.  Ces structures s'adressent aux détenus en fin de peine ou, en tout cas, aux personnes dont le comportement est jugé conforme à ce type de régime[11].

Avec l'émergence du concept de multifonctionnalité ces dernières années, l'agriculture sociale s'est imposée comme une nouvelle pratique économiquement durable et a vu un nombre croissant d'expériences prendre des noms différents : agriculture de santé, agriculture de soins, etc. La réalisation de ce type d'activité permet non seulement de réintégrer la sphère productive et de reprendre contact avec la nature, mais elle a également des effets positifs sur le bien-être et les conditions de santé des personnes, favorise leur intégration sociale, améliore leur capacité d'apprentissage et leur estime de soi, renforce leur participation à la vie sociale.
Les expériences néerlandaises sont les plus codées et les groupes d'utilisateurs sont enregistrés en nombres établis, à des moments définis de la journée et de la semaine, pour des activités de services formalisées, contrôlées et rémunérées. En Slovénie et en France, il existe des groupes d'utilisateurs, ayant parfois des besoins et des caractéristiques différents, qui s'occupent d'ergothérapie, de formation et d'insertion sociale et professionnelle. En Flandre, les exploitations agricoles reçoivent généralement un usager des services pendant quelques demi-journées par semaine comme activité alternative aux centres de jour. En Allemagne, il s'agit de grandes structures gérées par le tiers secteur où les personnes ayant un faible contrat sont accueillies et employées. En Irlande et dans les pays anglo-saxons, il existe de fréquentes fermes gérées par des fondations qui accueillent en même temps un plus grand nombre d'utilisateurs des services.
Cependant, il existe également de nombreuses différences résultant des traditions, des méthodes et des lignes directrices adoptées dans les différents pays.
D'après l'analyse du groupe de travail CESE. (Comité économique et social européen), trois approches principales se dégagent :
- institutionnel, dans lequel les institutions publiques sociales et sanitaires ont une position prédominante (prédominance en Allemagne, France, Irlande, Slovénie) [13] ;
- privé, basé sur des fermes thérapeutiques (répandues aux Pays-Bas et dans la région flamande de Belgique)[13] ;
- mixte, basée sur des coopératives sociales et des fermes privées (prédominante en Italie)[13].

Plus récemment, des projets réalisés par des entreprises sociales et des associations de bénévoles ont été soutenus par des exploitations agricoles privées. L'intégration des compétences et des ressources facilite la stabilité économique et financière des initiatives et la possibilité de générer une dynamique d'inclusion.  Les entreprises à but lucratif du monde agricole ont des relations différentes avec le monde des services, selon les cas et les pays. Il s'agit, en général, d'expériences volontaires, gérées en accord avec les services du territoire, et suivies par ceux-ci. La ferme fournit, en plus des structures et des processus agricoles, sa propre expertise dans son domaine professionnel et un soutien pédagogique. L'implication des exploitations vient spontanément, avec une reconnaissance limitée des politiques sociales et sanitaires, de la formation et du placement professionnel et, pour cette raison également, généralement en l'absence de soutien direct.  Le cas des Pays-Bas fait exception à cette règle : le système public d'accréditation prévoit la responsabilité et la compétence directes des entreprises, l'organisation codifiée d'un service, la création de structures physiques et de compétences professionnelles ciblées dans l'entreprise, et, d'autre part, la rémunération des services rendus.

### En Italie
En Italie, avec la fermeture des hôpitaux psychiatriques en Italie en 1978, certaines coopératives sociales ont inclus dans leurs cours de thérapie et de réhabilitation certaines activités liées à l'agriculture et à l'élevage. Des initiatives similaires sont signalées au cours des mêmes années dans les premières communautés de rétablissement pour la toxicomanie et autres marginalités.
Une caractéristique importante des exploitations agricoles italiennes est que, pour des raisons territoriales, historiques et sociales, elles présentent un nombre élevé de petites exploitations, souvent familiales et avec des produits de qualité,.Le décret législatif 228/2001 va définir et (élargir) ce que sont les activités multifonctionnelles dans l'agriculture. En particulier, les activités connexes doivent être exercées par l'entrepreneur lui-même et doivent être auxiliaires des principales (élevage, gestion des forêts et culture de fond). L'agriculture sociale peut donc être placée dans un contexte multifonctionnel en tant qu'activité complémentaire à l'agriculture. Les régions italiennes légifèrent sur ce sujet depuis quelques années.